# غرببنهلل (تشيشير)
غرببنهلل (بالإنجليزية: Grappenhall)‏ هي قرية تقع في المملكة المتحدة في شمال غرب إنجلترا.

## أعلام
- تيم كاري